# Kuurne-Bruxelles-Kuurne 1973
La Kuurne-Bruxelles-Kuurne 1973, ventinovesima edizione della corsa, si svolse il 4 marzo su un percorso con partenza e arrivo a Kuurne. Fu vinta dal belga Walter Planckaert della squadra Watney-Maes Pils davanti al connazionale Freddy Maertens e all'olandese Tino Tabak.

## Ordine d'arrivo (Top 10)
| Pos. | Corridore            | Squadra                    | Tempo    |
| ---- | -------------------- | -------------------------- | -------- |
| 1    | Walter Planckaert    | Watney-Maes Pils           | 4h59'00" |
| 2    | Freddy Maertens      | Flandria-Carpenter-Shimano | s.t.     |
| 3    | Tino Tabak           | Sonolor                    | s.t.     |
| 4    | Guido Van Sweevelt   | Watney-Maes Pils           | a 2'05"  |
| 5    | Cees Bal             | Gan-Mercier-Hutchinson     | s.t.     |
| 6    | Daniel Van Ryckeghem | Novy-Romy Pils-Total       | s.t.     |
| 7    | Willy Abbeloos       | Watney-Maes Pils           | s.t.     |
| 8    | Willy Van Neste      | Sonolor                    | s.t.     |
| 9    | Marc Demeyer         | Flandria-Carpenter-Shimano | s.t.     |
| 10   | Gerry Catteeuw       | Ijsboerke-Bertin           | s.t.     |